# Zametopina calceata
Zametopina calceata là một loài nhện trong họ Thomisidae.
Loài này thuộc chi Zametopina. Zametopina calceata được Eugène Simon miêu tả năm 1909.